# Unie van de Arabische Maghreb
De Unie van de Arabische Maghreb (Arabisch: اتحاد المغرب العربي) is een intergouvernementele organisatie van vijf Arabische landen in Noord-Afrika die samenwerkt op economisch en politiek vlak. De Unie van de Arabische Maghreb (afgekort UAM) werd opgericht op 17 februari 1989, de dag waarop het Grondwettelijk Verdrag van de Unie van de Arabische Maghreb werd getekend in de Marokkaanse stad Marrakesh.

## Westelijke Sahara
De kwestie van de Westelijke Sahara vormt al meer dan 30 jaar een breekpunt tussen Marokko enerzijds en buurland Algerije (dat de belangrijkste steunpilaar van het Polisario is) anderzijds. De spanningen tussen beide landen leiden tot heden aan verdeeldheid binnen de Unie van de Arabische Maghreb (UMA) waarin Algerije, Libië, Marokko, Mauritanië en Tunesië verenigd zijn. De statuten van de unie stellen uitdrukkelijk dat alle partijen aanwezig dienen te zijn, maar het blijkt dat door deze kwestie sinds april 1994 een onmogelijke opgave is.
Ondanks verschillende pogingen om de UAM weer op rails te krijgen, zegde de Marokkaanse koning Mohammed VI op 23 mei 2005 de topconferentie van de UAM die enkele dagen later plaats zou vinden in de Libische hoofdstad Tripoli af, omdat Algerije steun heeft betuigd aan de onafhankelijkheid van de Westelijke Sahara. De top werd uiteindelijk door het gastland Libië afgelast.
In 2023 blijft het project voor de eenheidsmunt in het gebied technisch haalbaar, maar politiek onhaalbaar.

## Leden
| Staat      | Hoofdstad  | Oppervlakte (km²) | Inwoners    | Munteenheid         | Taal              | UTC       | Tel. |
| ---------- | ---------- | ----------------- | ----------- | ------------------- | ----------------- | --------- | ---- |
| Algerije   | Algiers    | 2.381.741         | 47.400.000  | Algerijnse dinar    | Arabisch, Berbers | +1        | 213  |
| Libië      | Tripoli    | 1.759.540         | 7.381.023   | Libische dinar      | Arabisch          | +2        | 218  |
| Marokko*   | Rabat      | 473.150           | 37.418.836  | Marokkaanse dirham  | Arabisch, Berbers | +1        | 212  |
| Mauritanië | Nouakchott | 1.030.700         | 4.927.532   | Mauritaanse ouguiya | Arabisch          | +0        | 222  |
| Tunesië    | Tunis      | 163.610           | 11.887.412  | Tunesische dinar    | Arabisch          | +1        | 216  |
| Totaal     |            | 5.808.741         | 109.014.803 | 5 munteenheden      |                   | +0 tot +2 |      |

*De gegevens van Marokko zijn inclusief de betwiste Westelijke Sahara